# Fort Yellowstone
Fort Yellowstone is een voormalig fort van het Amerikaanse leger in Yellowstone National Park, in de Amerikaanse staat Wyoming. Het fort was in gebruik van 1891 tot 1918. Sindsdien is Fort Yellowstone het hoofdkwartier van de National Park Service in Yellowstone, met kantoren en verblijfplaatsen voor personeel alsook een bezoekerscentrum. Fort Yellowstone ligt nabij de Mammoth Hot Springs, aan U.S. Route 89, in het noordwesten van het park.
Sinds 2003 is het fort erkend als National Historic Landmark. Fort Yellowstone vormt samen met de toeristische faciliteiten die na 1918 ten noordwesten van het oorspronkelijke fort zijn gebouwd het Mammoth Hot Springs Historic District.

## Fotogalerij

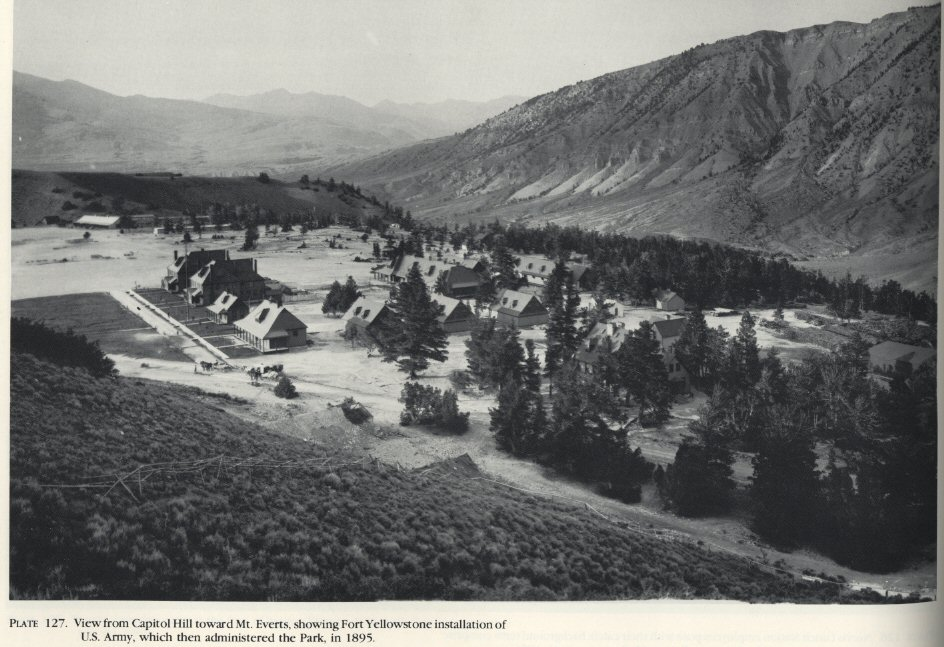
Het fort in 1895
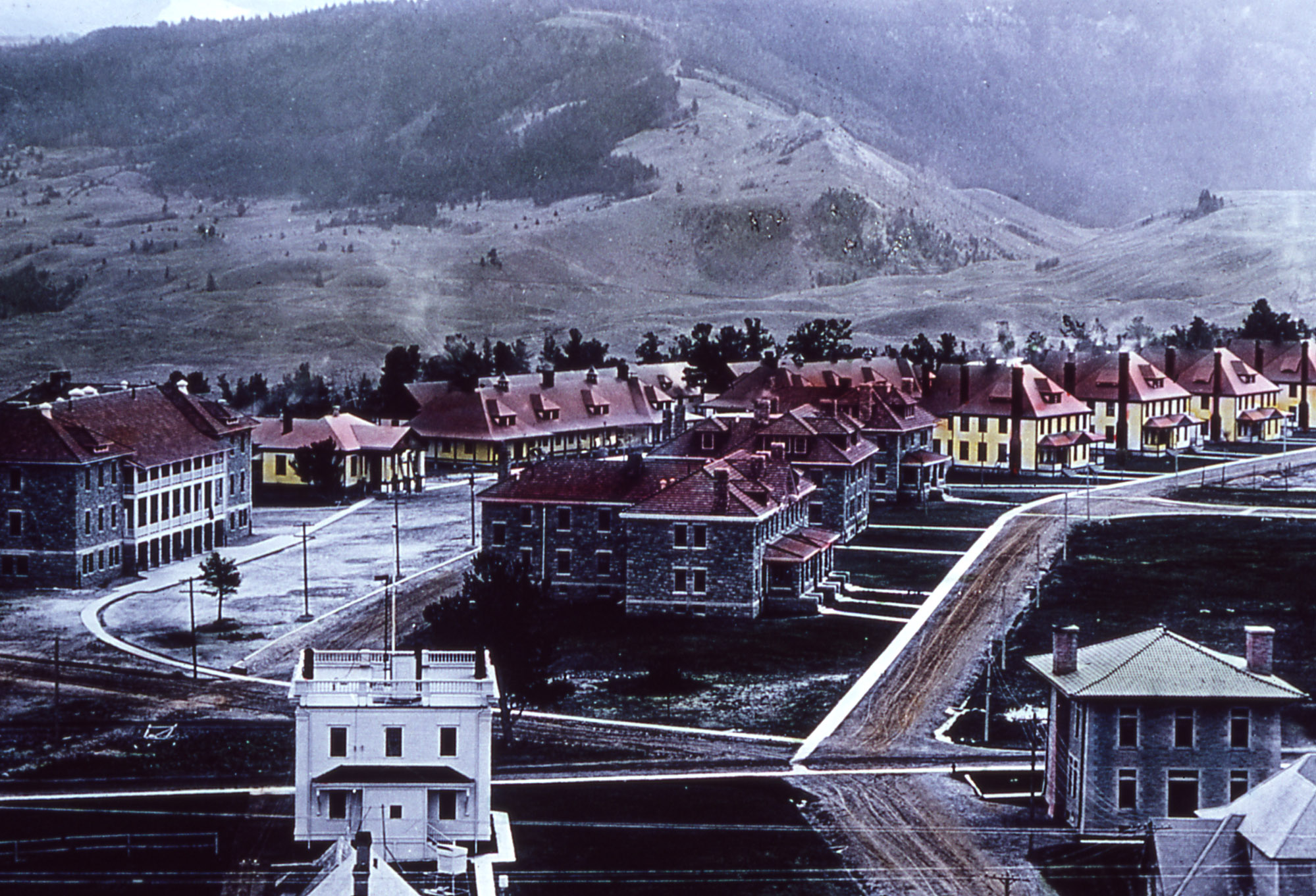
Fort Yellowstone circa 1910
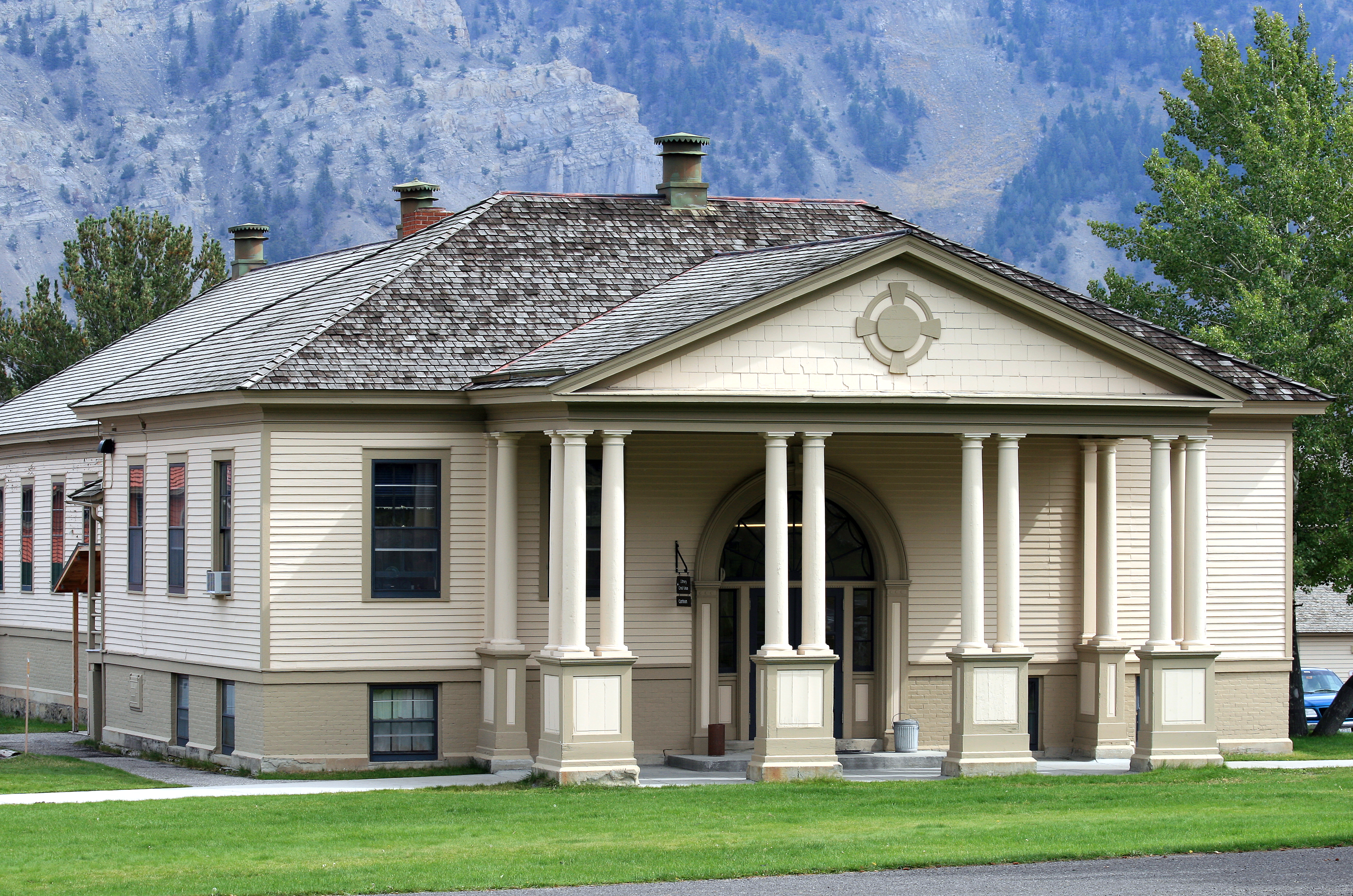
Fort Yellowstone Canteen